# Lê Hoàng Anh
Lê Hoàng Anh (sinh ngày 30 tháng 7 năm 1973) là chính trị gia nước Cộng hòa xã hội chủ nghĩa Việt Nam. Ông hiện là Ủy viên Thường trực Ủy ban Tài chính – Ngân sách của Quốc hội, Phó Chủ tịch Nhóm nghị sĩ hữu nghị Việt Nam – Thụy Điển, Đại biểu Quốc hội khóa XV từ Gia Lai, Phó Chủ tịch thường trực Liên đoàn Bóng rổ Việt Nam, Ủy viên Ban Chấp hành, Trưởng Ban Kiểm tra Ủy ban Olympic Việt Nam. Ông từng là Ủy viên Ban Chấp hành Đảng bộ cơ quan Văn phòng Quốc hội, Ủy viên Ban Thư ký Quốc hội, Giám đốc Thư viện Quốc hội.
Lê Hoàng Anh là đảng viên Đảng Cộng sản Việt Nam, học vị Cử nhân Quản lý kinh tế, Cử nhân Luật, Cử nhân Nông học, Thạc sĩ Quản trị kinh doanh, Cao cấp lý luận chính trị. Ông có xuất phát điểm từ công tác thanh niên, rồi tham gia hoạt động tại các cơ quan, đơn vị của Quốc hội.

## Xuất thân và giáo dục
Lê Hoàng Anh sinh ngày 30 tháng 7 năm 1973 tại xã Hòa Lộc, huyện Hậu Lộc, tỉnh Thanh Hóa. Ông lớn lên và tốt nghiệp phổ thông ở Hậu Lộc, theo học đại học ở Hà Nội và có ba bằng cử nhân gồm Cử nhân Quản lý kinh tế, Cử nhân Luật, và Cử nhân Nông học, học cao học và nhận bằng Thạc sĩ Quản trị kinh doanh. Ông được kết nạp Đảng Cộng sản Việt Nam vào ngày 15 tháng 12 năm 1995, trở thành đảng viên chính thức sau đó 1 năm, từng theo học các khóa chính trị ở Học viện Chính trị Quốc gia Hồ Chí Minh và tốt nghiệp Cao cấp lý luận chính trị.

## Sự nghiệp
Tháng 3 năm 1998, sau khi tốt nghiệp đại học, Lê Hoàng Anh bắt đầu tham gia công tác thanh niên, là Chuyên viên Ban Thanh niên Trường học của Thành đoàn Hà Nội, Ủy viên Ban Chấp hành, Phó Trưởng Ban Kiểm tra Hội Sinh viên thành phố Hà Nội khóa III. Tháng 4 năm 2001, ông là Thường trực Trung ương Hội Sinh viên Việt Nam, giữ các chức vụ như Ủy viên Ban Chấp hành, Ủy viên Ban Kiểm tra Trung ương Hội Sinh viên Việt Nam, Ủy viên Ban Thư ký, Phó Trưởng Ban Kiểm tra Trung ương Hội Sinh viên Việt Nam, rồi kiêm nhiệm Phó Chánh Văn phòng Trung ương Hội Sinh viên Việt Nam từ tháng 8 năm, thăng lên Chánh Văn phòng Trung ương Hội từ tháng 10 năm 2003. Tháng 10 năm 2005, ông là Phó Trưởng Ban Thanh niên, được giao nhiệm vụ thường trực của ban từ tháng 5 năm 2011, nâng ngạch công chức lên chuyên viên chính vào tháng 11 cùng năm. Bên cạnh đó, ông là Phó Bí thư Chi bộ Ban, được bầu làm Ủy viên Ban Chấp hành Trung ương Đoàn, Ủy viên Ủy ban Kiểm tra Trung ương Đoàn, Ủy viên Ban Thư ký, Trưởng Ban Kiểm tra Trung ương Hội Sinh viên Việt Nam. Ông kiêm nhiệm là Phó Chủ tịch Trung ương Hội Sinh viên Việt Nam từ tháng 8 năm 2011, Ủy viên Ban Chấp hành Liên đoàn Bóng rổ Việt Nam khóa V nhiệm kỳ 2010–2015.
Tháng 5 năm 2013, sau 15 năm công tác thanh niên, Lê Hoàng Anh được điều tới Văn phòng Quốc hội, nhậm chức Phó Vụ trưởng Vụ Tổ chức Cán bộ, đồng thời là Phó Bí thư Chi bộ của Vụ. Về công tác xã hội, giai đoạn này ông là Phó Chủ tịch thường trực kiêm Tổng Thư ký Liên đoàn Bóng rổ Việt Nam, Ủy viên Ban Chấp hành, Trưởng Ban Kiểm tra Ủy ban Olympic Việt Nam, Ủy viên Ban Chấp hành, Phó Trưởng Ban Chính sách – Pháp luật Công đoàn cơ quan Văn phòng Quốc hội. Tháng 4 năm 2019, ông được nâng ngạch chuyên viên cao cấp, giao nhiệm vụ là Ủy viên Ban Thư ký Quốc hội, Bí thư Chi bộ, Giám đốc Thư viện Quốc hội, và là Ủy viên Ban Chấp hành Đảng bộ cơ quan Văn phòng Quốc hội. Năm 2021, ông được Trung ương Mặt trận Tổ quốc Việt Nam, Ủy ban Thường vụ Quốc hội giới thiệu tham gia ứng cử đại biểu Quốc hội từ Gia Lai, tại đơn vị bầu cử số 3 gồm huyện Ayun Pa, Krông Pa, Ia Pa, Phú Thiện, Chư Sê, Chư Pưh, rồi trúng cử Đại biểu Quốc hội khóa XV với tỷ lệ 83,24%. Ngày 21 tháng 7 năm 2021, ông được phê chuẩn làm Ủy viên Thường trực Ủy ban Tài chính – Ngân sách của Quốc hội, Phó Chủ tịch Nhóm nghị sĩ hữu nghị Việt Nam – Thụy Điển từ tháng 11 cùng năm.